# Tesis doctorals en xarxa
Tesis Doctorals en Xarxa (literal, Tesis doctorales en red, sigla TDX) es un repositorio cooperativo que contiene, en formato digital, tesis doctorales leídas en las universidades de Cataluña y otras comunidades autónomas. Creado en 2001, fue el primer repositorio digital de este tipo en España.
La consulta de las tesis es de acceso abierto y permite realizar búsquedas en el texto completo de las tesis, por autor/a, director/a, título, materia, universidad y departamento donde se ha leído, año de defensa, etc.
El repositorio TDX está gestionado y coordinado por el Consorcio de Servicios Universitarios de Cataluña (CSUC) y patrocinado por la Generalidad de Cataluña.

## Objetivos
Los objetivos de este repositorio son:
- Difundir, en todo el mundo y a través de internet, los resultados de la investigación universitaria.
- Ofrecer a los autores de las tesis una herramienta que incrementa el acceso y la visibilidad de su trabajo.
- Favorecer la edición electrónica en abierto de la producción científica propia.[5]

## Universidades participantes
Las universidades que participan actualmente en el repositorio TDX son: 
- Universidad de Barcelona (UB)
- Universidad Autónoma de Barcelona (UAB)
- Universidad Politécnica de Cataluña (UPC)
- Universidad Pompeu Fabra (UPF)
- Universidad de Gerona (UdG)
- Universidad de Lérida (UdL)
- Universidad Rovira i Virgili (URV)
- Universidad Abierta de Cataluña (UOC)
- Universidad Ramon Llull (URL)
- Universidad de Vic - Universidad Central de Cataluña (UVic)
- Universidad Internacional de Cataluña (UIC)
- Universidad Abad Oliva CEU (UAO)
- Universidad de Andorra (UdA)
- Universidad de las Islas Baleares (UIB)
- Universidad Jaime I (UJI)

## Funcionamiento
Son las propias universidades las que se encargan de difundir el repositorio entre sus estudiantes de doctorado para que, una vez presentadas y aprobadas sus tesis, libren la información necesaria para poderlas introducir en la web de TDX.
Desde el año 2007 se llevan a cabo también proyectos de digitalización para incorporar en el repositorio tesis de las cuales solo se conserva el #original en papel o en microficha. A través de estos proyectos de digitalización ha sido posible reconvertir a formato digital más de 1.400 tesis, entre las que hay, por ejemplo, una tesis del año 1882 de la primera mujer de todo el Estado español licenciada y doctorada en Medicina.
A partir de 2011, con la publicación del Real decreto 99/2011, se establece que toda tesis doctoral aprobada se tiene que depositar en un repositorio, y el Consejo Interuniversitario de #Cataluña estableció que en el caso de las universidades catalanas el repositorio fuera TDX, a banda, si procede, que cada universidad decida depositarla también en sus repositorios propios. Así pues, por ejemplo del curso 2013-2014, TDX recogía el 93 % de las tesis defendidas y aprobadas en las universidades de #Cataluña (las que no  constan son excepciones por relacionadas normalmente con temas de derechos de autor).
Los derechos de autor de las tesis quedan protegidos mediante una declaración en la cual se determinan los derechos que se reserva o cede. En la mayoría de los casos, las tesis están sujetas a licencias creative commons. Las condiciones de uso se especifican en el registro de cada tesis (dentro de los metadatos).

## Historia
TDX nació como fruto del convenio La Universidad Digital a Cataluña 1999-2003, firmado el 8 de septiembre de 1999, por los entonces Comisionados para la Sociedad de la Información y para Universidades e Investigación, la Universidad de Barcelona, la Universidad Autónoma de Barcelona, la Universidad Politécnica de Cataluña, la Universidad Pompeu Fabra, la Universidad de Gerona, laUniversidad de Lérida, la Universidad Rovira i Virgili y la Universidad Abierta de Cataluña, la Fundación Catalana para la Investigación, el CESCA y el CBUC. Posteriormente, se  incorporaron la Universidad Jaime I (julio de 2002), la Universidad de las Islas Baleares (diciembre de 2002), la Universidad de Valencia (abril de 2003), la Universidad Ramon Llull (octubre de 2004), la Universidad de Vic - Universidad Central de Cataluñạ (mayo de 2007), la Universidad Abad Oliva CEU (diciembre de 2007), la Universidad Internacional de Cataluña (enero de 2008) y la Universidad de Andorra (abril de 2013).
Desde el año 2011, además, TDX participa en la cooperativa MetaArchive con el objetivo de asegurar la preservación de las tesis y de estar dentro de una de las iniciativas pioneras en el mundo en este ámbito. Esta preservación se lleva a cabo a través del software LOCKSS.
Las tesis incluidas a TDX están descritas con metadatos Dublin Core y siguen el protocolo de interoperabilidad Open Archives Initiative Protocolo for Metadata Harvesting hecho que permite incrementar su visibilidad al ofrecerse conjuntamente con otros repositorios, como por ejemplo a E-theses Portal (en el cual TDX participa representado por la Universidad Politécnica de Cataluña) o a DRIVE. A través del uso de este protocolo, TDX ofrece también, desde mayo de 2007, la opción de hacer una busca conjunta de tesis españolas independientemente del repositorio en que se encuentren incluidas.